# Esaias Fleischer (apoteker)
 For alternative betydninger, se Esaias Fleischer. (Se også artikler, som begynder med Esaias Fleischer)
Esaias Fleischer (ca. 1586 – 13. januar 1663) var en dansk apoteker.
Esaias Fleischer var af en schlesisk slægt, indvandrede til Danmark i begyndelsen af det 17. århundrede og nedsatte sig i København, hvor han nævnes som apoteker allerede 1613. 1619 fik han tilladelse til at oprette et apotek i Bergen, men om denne tilladelse blev benyttet, er tvivlsomt, siden han allerede næste år beskikkedes til at være en af de 2 apotekere, som København måtte have. Fra 1633 (udnævnt 1636) til 1639 var han tillige hofapoteker. Han var en velanset mand, der hørte til hovedstadens patriciat, og han var en velhavende mand, som foruden sit apotek (det nuværende Løveapotek) havde flere ejendomme i byen; men han synes også at have taget sig sine varer godt betalt. 1653 havde han over 10.000 Rdl. til gode hos kongen. Han døde 13. januar 1663 i sit 77. år og efterlod som enke sin anden hustru, Maren Hansdatter (død 25. januar 1675), datter af borgmester Hans Pedersen i Slangerup og søster til den kendte københavnske borgmester Hans Nansens hustru. Af deres børn blev sønnen Esaias præst, og en yngre søn, Gregorius, overtog apoteket, idet privilegiet 1650 var blevet gjort arveligt.